# Jesse White (Schauspieler)
Jesse White (* 3. Januar 1917 in Buffalo, New York als Jesse Marc Weidenfeld; † 9. Januar 1997 in Los Angeles, Kalifornien) war ein US-amerikanischer Schauspieler.

## Leben
Jesse Weidenfeld wurde 1917 in Buffalo bei New York geboren, wuchs allerdings in Akron in Ohio auf. Dort trat er bereits mit 15 Jahren in lokalen Amateurtheatern auf. Nachdem er zunächst als Verkäufer gearbeitet hatte, sattelte er Ende der 1930er-Jahre auf die Schauspielerei als Hauptberuf um und wählte den Künstlernamen Jesse White. Er trat zunächst in Nachtclubs und an weniger prestigeträchtigen Bühnen auf, ehe er 1942 mit einem Auftritt in Der Mond ging unter sein Broadway-Debüt feierte. Weitere Auftritte am Broadway folgten bis 1940. Den Durchbruch brachte White die Rolle des brachialen, aber sympathischen Sanatoriumspflegers Marvin Wilson in der erfolgreichen Bühnenkomödie Mein Freund Harvey. Er verkörperte die Rolle des Wilson auch in der Verfilmung von 1950 sowie einer weiteren Fernsehadaption von 1972, beide Male an der Seite von James Stewart.
Ab Ende der 1940er-Jahre wirkte White regelmäßig in Nebenrollen an Kinofilmen mit, unter anderem im Thriller Böse Saat (1956) über mörderisches Kind oder in der Komödie Warum hab’ ich ja gesagt? (1957) an der Seite von Lauren Bacall und Gregory Peck. Insgesamt spielte er bis 1993 in fast 60 Filmen, meist in Nebenrollen als hemdsärmeliger oder etwas aufdringlicher Durchschnittskerl. Er spielte dabei unterschiedliche Berufe wie Handwerker, Presseagenten oder Gangster. Parallel zu seinen Kinoauftritten übernahm er ab den 1950er-Jahren auch zahlreiche Rollen im Fernsehen. Er hatte feste Rollen in den Sitcoms Make Room for Daddy und The Ann Sothern Show, außerdem Gastauftritte in berühmten Fernsehserien wie Perry Mason, Bonanza, Bezaubernde Jeannie, Hart aber herzlich, MacGyver und Seinfeld.
Seinen größten Erfolg hatte White ab Ende der 1960er-Jahre mit Fernsehwerbungen: Für den Haushaltsgerätehersteller Maytag Corporation spielte er in Werbungen die Rolle des Maytag Reparateurs, der nichts zu tun hat, weil die Produkte von Maytag einfach unkaputtbar sind. Insgesamt 22 Jahre bis 1989 verkörperte er den Reparateur, der in dieser Zeit zu einer der populärsten Werbefiguren der USA wurde. Für wenige Drehtage im Jahr erhielt White bei Maytag mehrere Hunderttausend US-Dollar. Seine letzte Rolle hatte White im Jahre 1996 in einem Gastauftritt in Seinfeld.
White starb am 9. Januar 1997, sechs Tage nach seinem 80. Geburtstag, an einem Herzinfarkt. Er war von 1942 bis zu seinem Tod 1997 mit Celia Cohn verheiratet, das Paar hatte zwei Kinder.

## Filmografie (Auswahl)
- 1943: Stage Door Canteen
- 1947: Der Todeskuß (Kiss of Death)
- 1947: Tabu der Gerechten (Gentleman’s Agreement)
- 1950: Hotel der Verlorenen (Guilty Bystander)
- 1950: Mein Freund Harvey (Harvey)
- 1951: Bedtime for Bonzo
- 1951: Der Cowboy, den es zweimal gab (Callaway Went Thataway)
- 1951: Der Tod eines Handlungsreisenden (Death of a Salesman)
- 1952: Die Maske runter (Deadline – U.S.A.)
- 1952: Frau in Weiß (The Girl in White)
- 1952: Die goldene Nixe (Million Dollar Mermaid)
- 1953: Mündungsfeuer (Gunsmoke)
- 1953–1957: The Danny Thomas Show (Fernsehserie, 14 Folgen)
- 1954: Zeugin des Mordes (Witness to Murder)
- 1954–1956: Private Secretary (Fernsehserie, 10 Folgen)
- 1955: The Lone Ranger (Fernsehserie, Folge 4x35)
- 1955: … und nicht als ein Fremder (Not as a Stranger)
- 1956: Am Strand der Sünde (The Come On)
- 1956: Böse Saat (The Bad Seed)
- 1956: Zurück aus der Ewigkeit (Back from Eternity)
- 1957: Warum hab’ ich ja gesagt? (Designing Woman)
- 1957: Corky und der Zirkus (Circus Boy, Fernsehserie, Folge 2x06)
- 1957–1958: The Frank Sinatra Show (Fernsehserie, 4 Folgen)
- 1958: Die Liebe der Marjorie Morningstar (Marjorie Morningstar)
- 1958–1965: Perry Mason (Fernsehserie, 5 Folgen)
- 1959: Mutter ist die Allerbeste (Donna Reed Show, Fernsehserie, Folge 1x28)
- 1959: Der Texaner (The Texan, Fernsehserie, Folge 1x27)
- 1959: Gold in Alaska (The Alaskans, Fernsehserie, Folge 1x06)
- 1960: J.D., der Killer (The Rise and Fall of Legs Diamond)
- 1960: Vom Dritten keine Spur (The Big Night)
- 1960–1961: The Ann Sothern Show (Fernsehserie, 10 Folgen)
- 1961: Rivalen um die Macht (A Fever in the Blood)
- 1961: The Andy Griffith Show (Fernsehserie, Folge 1x18)
- 1961: The Right Approach
- 1961: General Pfeifendeckel (On the Double)
- 1961: 77 Sunset Strip (Fernsehserie, Folge 4x11)
- 1961: Ganoven gehn an Bord (Sail a Crooked Ship)
- 1961/1962: Twilight Zone (Fernsehserie, 2 Folgen)
- 1962: Gnadenlose Stadt (Naked City, Fernsehserie, Folge 4x08)
- 1962: Geld spielt keine Rolle (It’s Only Money)
- 1962: Zeit der Anpassung (Period of Adjustment)
- 1963: Eine total, total verrückte Welt (It’s a Mad, Mad, Mad, Mad World)
- 1963/1967: The Beverly Hillbillies (Fernsehserie, 2 Folgen)
- 1964: Bonanza (Fernsehserie, Folge 5x26 Das Stimmwunder)
- 1964: Madame P. und ihre Mädchen (A House Is Not a Home)
- 1964: Pyjama-Party (Pajama Party)
- 1964: The Addams Family (Fernsehserie, Folge 1x10)
- 1965: Geliebte Brigitte (Dear Brigitte)
- 1965: The Munsters (Fernsehserie, Folge 1x28)
- 1965/1967: Green Acres (Fernsehserie, 2 Folgen)
- 1966: Erbschaft mit Hindernissen (The Ghost in the Invisible Bikini)
- 1966: Immer wenn er Pillen nahm (Mr. Terrific, Fernsehserie, Folge 1x00)
- 1967: The Reluctant Astronaut
- 1967: Bezaubernde Jeannie (I Dream of Jeannie, Fernsehserie, Folge 3x10)
- 1968–1969: Süß, aber ein bißchen verrückt (That Girl, Fernsehserie, 5 Folgen)
- 1969: Hawaii Fünf-Null (Hawaii Five-O, Fernsehserie, Folge 1x18)
- 1971: Denkt bloß nicht, daß wir heulen (Bless the Beasts and Children)
- 1971: Mannix (Fernsehserie, Folge 5x15)
- 1972: Harvey (Fernsehfilm)
- 1975: Happy Days (Fernsehserie, Folge 2x21)
- 1976: Nashville Girl
- 1976: Won Ton Ton – der Hund, der Hollywood rettete (Won Ton Ton, the Dog Who Saved Hollywood)
- 1977: Quincy (Quincy, M.E., Fernsehserie, Folge 2x07)
- 1978: Die Katze aus dem Weltraum (The Cat from Outer Space)
- 1981: Love Boat (The Love Boat, Fernsehserie, Folge 4x24)
- 1982: Pandamonium (Zeichentrickserie, Sprechrolle)
- 1982: Hart aber herzlich (Hart to Hart, Fernsehserie, 2 Folgen)
- 1983: Trapper John, M.D. (Fernsehserie, Folge 4x20)
- 1986: Überfall im Wandschrank (Monster in the Closet)
- 1989: Garfield und seine Freunde (Garfield and Friends, Fernsehserie, 2 Folgen, Sprechrolle)
- 1990: MacGyver (Fernsehserie, Folge 6x07 Der Wille von Harry)
- 1993: Matinée (Matinee)
- 1996: Seinfeld (Fernsehserie, Folge 7x14 Der Cadillac)